# هایکو برستریچ
هایکو برستریچ (انگلیسی: Heiko Brestrich؛ زادهٔ ۸ آوریل ۱۹۶۵) بازیکن فوتبال اهل آلمان است.
از باشگاه‌هایی که در آن بازی کرده‌است می‌توان به باشگاه فوتبال دینامو برلینر و باشگاه فوتبال لوکوموتیو لایپزیگ اشاره کرد.